# Liste des maires de Saint-Chamond
Une liste des maires de Saint-Chamond figure dans le catalogue des archives municipales. Par ailleurs il est admis que les périodes historiques vont de l’Ancien régime à la période révolutionnaire (Révolution française et Premier Empire), le XIXe siècle de 1815 (après les Cent-Jours, fin de la période révolutionnaire) à 1914, et le XXe siècle commence en 1914.

## Ancien Régime
| Période | Période | Identité  | Étiquette | Qualité |
| ------- | ------- | --------- | --------- | ------- |
| 1764    | 1767    | Burlat    |           |         |
| 1767    | 1770    | Régnault  |           |         |
| 1770    | 1771    | Anginieur |           |         |

## Révolution française et Empire
| Période          | Période          | Identité                       | Étiquette | Qualité              |
| ---------------- | ---------------- | ------------------------------ | --------- | -------------------- |
| 1788             | 1790             | Jean-Henri-Joseph Royer        |           |                      |
| 1790             | 1792             | Joseph Guerin                  |           | Négociant en soie    |
| janvier 1792     | octobre 1792     | Joseph Laval Pommerol          |           | Chirurgien           |
| novembre 1792    | juillet 1793     | Chana                          |           | Marchand, cordonnier |
| juillet 1793     | octobre 1793     | Deluvigne                      |           |                      |
| 13 octobre 1793  | 22 octobre 1793  | Chana                          |           | Cordonnier           |
| 25 octobre 1793  | 29 janvier 1795  | Pascal dit l'Invalide          |           | Négociant            |
| 29 janvier 1795  | 11 novembre 1795 | Grangier, neveu                |           |                      |
| 12 novembre 1795 | 7 janvier 1796   | Desgrands Hervier              |           |                      |
| 19 janvier 1796  | 25 mai 1797      | Couchoud                       |           |                      |
| 26 mai 1797      | 18 octobre 1797  | Ardisson                       |           |                      |
| 18 octobre 1797  | 20 avril 1799    | Étienne Faivre                 |           |                      |
| 20 avril 1799    | 2 mai 1800       | J.-B. Perrochia de la Sorlière |           |                      |
| 9 mai 1800       | 13 novembre 1812 | Fleury Grangier                |           |                      |
| 14 novembre 1812 | 30 mai 1813      | Fleury Grangier                |           |                      |
| 31 mai 1813      | septembre 1814   | Gaspard Clemaron               |           |                      |

## XIXesiècle
| Période           | Période           | Identité                           | Étiquette | Qualité          |
| ----------------- | ----------------- | ---------------------------------- | --------- | ---------------- |
| septembre 1814    | 17 novembre 1819  | Ardisson                           |           |                  |
| 17 novembre 1819  | 11 janvier 1825   | Victor Dugas                       |           |                  |
| 11 janvier 1825   | 9 avril 1828      | Dugas-Vialis                       |           |                  |
| 10 avril 1828     | 19 août 1830      | Rozier                             |           |                  |
| 19 août 1830      | septembre 1830    | Dugas-Vialis                       |           |                  |
| septembre 1830    | juin 1848         | Jacques Marie Ardaillon            |           | Maître de forges |
| juin 1848         | 27 septembre 1848 | Joanny Berlier                     |           |                  |
| 27 septembre 1848 | 1er août 1861     | Ernest Neyron                      |           |                  |
| 1er août 1861     | 7 novembre 1861   | Coste                              |           |                  |
| 7 novembre 1861   | 14 décembre 1870  | Jules Duclos                       |           |                  |
| 15 décembre 1870  | 7 mai 1871        | Deschamps                          |           |                  |
| 7 mai 1871        | 30 décembre 1874  | Jules Duclos                       |           |                  |
| 30 décembre 1874  | 14 avril 1877     | Claude Roch de Boissieu            |           |                  |
| 14 avril 1877     | 2 août 1877       | Benoît Oriol                       |           |                  |
| 2 août 1877       | 21 janvier 1878   | Claude Roch de Boissieu            |           |                  |
| janvier 1878      | 14 août 1882      | Marius Chavanne                    |           |                  |
| 31 août 1882      | 4 mai 1884        | Paul Bergé                         |           |                  |
| 4 mai 1884        | 18 mai 1888       | Benoît Oriol                       |           |                  |
| 18 mai 1888       | 15 mai 1892       | Jean Philippe Martial Fabreguettes |           | Médecin          |
| 15 mai 1892       | 8 mai 1904        | Jean Antoine Vial                  |           |                  |
| 8 mai 1904        | 16 janvier 1906   | Claudius Simon                     |           |                  |

## XXeetXXIesiècles
| Période         | Période         | Identité          | Étiquette            | Qualité |
| --------------- | --------------- | ----------------- | -------------------- | --- |
| 25 mai 1906     | 12 mai 1929     | François Delay    | GD                   | Ingénieur et industriel Sénateur de la Loire (1924 → 1933) |
| 12 mai 1929     | 27 août 1944    | Antoine Pinay     | AD                   | Industriel Sénateur de la Loire (1938 → 1940) Député de la Loire (1936 → 1938) Conseiller général de Saint-Chamond (1934 → 1940) |
| 27 août 1944    | 13 mai 1945     | Alfred Ferraz     | PCF                  | Architecte |
| 13 mai 1945     | 19 octobre 1947 | Jules Boyer       | MRP                  | Vétérinaire Conseiller de la République de la Loire (1946 → 1948) |
| 19 octobre 1947 | 20 mars 1977    | Antoine Pinay     | CNIP                 | Industriel Ministre des Finances et des Affaires économiques (1952 → 1953 et 1958 → 1960) Ministre (1950 → 1952 et 1955 → 1956) Président du Conseil (1952 → 1952) Député de la Loire (1936 → 1938 et 1946 → 1959) Conseiller général de Saint-Chamond (1934 → 1940 et 1945 → 1979)                                                                                                   |
| 20 mars 1977    | mars 1989       | Jacques Badet     | PS                   | Universitaire Député de la Loire (1981 → 1988) Conseiller général de Saint-Chamond (1979 → 1985) Conseiller général de Saint-Chamond-Sud (1985 → 1992) |
| mars 1989       | 21 mars 2008    | Gérard Ducarre    | RPR puis UMP         | Pharmacien Conseiller général de Saint-Chamond-Nord (1985 → 1989) Conseiller régional de Rhône-Alpes (1986 → 2010) Vice-président du conseil régional (1986 → 1998) 1er vice-président de Saint-Étienne Métropole [Quand ?] |
| 21 mars 2008    | 4 avril 2014    | Philippe Kizirian | PS                   | Cadre supérieur 1er vice-président de Saint-Étienne Métropole (2008 → 2014) |
| 4 avril 2014    | 23 octobre 2023 | Hervé Reynaud     | UMP puis DVD puis LR | Cadre de la fonction publique Sénateur de la Loire (2023 → ) Conseiller général de Saint-Chamond-Nord (2011 → 2015) Conseiller départemental de Saint-Chamond (2015 → ) 1er vice-président du conseil départemental (2015 → 2023) 1er vice-président de Saint-Étienne Métropole (2014 → 2022) Président de l'EPORA (2017 → ) Démissionnaire à la suite de son élection comme sénateur |

## Pour approfondir